# Перейра, Эрнани
Эрнани Перейра (порт. Ernani Pereira, азерб. Ernani Pereyra; 22 января 1978, Белу-Оризонти, штат Минас-Жерайс, Бразилия) — бразильский и азербайджанский футболист, защитник. Выступал за сборную Азербайджана.

## Клубная карьера

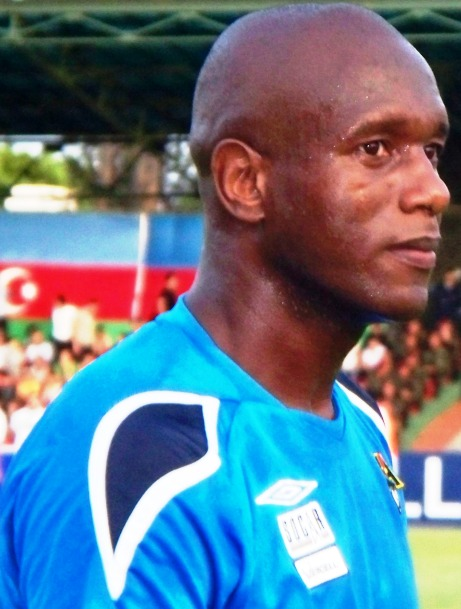

В Азербайджан Эрнани Перейра был приглашён теперь уже бывшим главным тренером ФК «Карван», турком Фуадом Яманом, летом 2005 года. С 2005 по 2009 год (с небольшим перерывом в 2007 году) защищал цвета клуба азербайджанской премьер-лиги «Карван». В 2009 году перешёл в клуб «Стандард» (Сумгаит).
Выступал за бразильские клубы «Вила-Нова» (Гояния), «Крузейро» (Белу-Оризонти) и «Гуарани» (Кампинас).
Защищал цвета турецких клубов «Коньяспор» и «Ордуспор».

## Сборная Азербайджана
Дебют в составе сборной Азербайджана состоялся 7 октября 2006 года в Порту, во время отборочного матча чемпионата Европы 2008 года между командами Азербайджана и Португалии.

## Достижения
- 2006 год — серебряный призёр чемпионата Азербайджана в составе клуба «Карван».
- 2006 год — финалист Кубка Азербайджана в составе клуба «Карван».